# Ambassade de France au Suriname
L'ambassade de France au Suriname est la représentation diplomatique de la République française auprès de la république du Suriname. Elle est située à Paramaribo, la capitale du pays, et son ambassadeur est, depuis 2022, Nicolas de Bouillane de Lacoste. Ce dernier est aussi accrédité ambassadeur auprès de la république coopérative du Guyana et est représentant de la France auprès de la Communauté caribéenne (CARICOM).

## Ambassade
L'ambassade est située à Paramaribo, au 23 Dr J.F. Nassylaan. Elle accueille aussi une section consulaire.

## Ambassadeurs de France au Suriname
| De   | À    | Ambassadeur                     |
| ---- | ---- | ------------------------------- |
| 1976 | 1981 | M. Ponsolle                     |
| 1981 | 1984 | Jean-Paul Schricke              |
| 1984 | 1986 | M. Courcelles                   |
| 1986 | 1991 | Gaston Le Paudert               |
| 1991 | 1994 | Pierre Boillot                  |
| 1994 | 1998 | Jacques Nizart                  |
| 1998 | 2004 | Olivier Pelen                   |
| 2004 | 2007 | Jean-Marie Bruno                |
| 2007 | 2010 | Richard Barbeyron               |
| 2010 | 2013 | Joël Godeau                     |
| 2013 | 2017 | Michel Prom                     |
| 2017 | 2021 | Antoine Joly,                   |
| 2021 | 2021 | Pierre Lanapats                 |
| 2022 | auj. | Nicolas de Bouillane de Lacoste |

## Relations diplomatiques

### LeGuyana
La France n'a pas de représentation diplomatique permanente au Guyana. Lorsque l'ancienne Guyane britannique accède à l'indépendance le 26 mai 1966, sous le nom de Guyana, la France ouvre des relations diplomatiques avec ce pays. Elle fait d'abord accréditer son ambassadeur en Jamaïque, puis, à partir de 1968, la France est représentée par l'ambassadeur de France à Port-d'Espagne. Depuis 1999, c'est l'ambassadeur de France au Suriname qui est accrédité auprès de la république coopérative du Guyana.

## Consulats
Outre la section consulaire de Paramaribo, il existe deux consuls honoraires exerçant à :
- Albina, à la frontière avec la Guyane française ;
- Georgetown, au Guyana.

### Communauté française
Au 31 décembre 2016, 236 Français sont inscrits sur les registres consulaires au Suriname.
| 2001 | 2002 | 2003 | 2004 |
| ---- | ---- | ---- | ---- |
| 133  | 129  | 153  | 148  |

| 2005 | 2006 | 2007 | 2008 |
| ---- | ---- | ---- | ---- |
| 156  | 174  | 191  | 202  |

| 2009 | 2010 | 2011 | 2012 |
| ---- | ---- | ---- | ---- |
| 229  | 224  | 251  | 246  |

| 2013 | 2014 | 2015 | 2016 |
| ---- | ---- | ---- | ---- |
| 259  | 248  | 239  | 236  |

### Circonscriptions électorales
Depuis la loi du 22 juillet 2013 réformant la représentation des Français établis hors de France avec la mise en place de conseils consulaires au sein des missions diplomatiques, les ressortissants français d'une circonscription recouvrant une partie du Brésil (circonscriptions consulaires de Brasilia et de Recife) et le Suriname élisent pour six ans trois conseillers consulaires. Ces derniers ont trois rôles : 
1. ils sont des élus de proximité pour les Français de l'étranger ;
2. ils appartiennent à l'une des quinze circonscriptions qui élisent en leur sein les membres de l'Assemblée des Français de l'étranger ;
3. ils intègrent le collège électoral qui élit les sénateurs représentant les Français établis hors de France.

Pour l'élection à l'Assemblée des Français de l'étranger, le Suriname et le Guyana appartenaient jusqu'en 2014 à la circonscription électorale de Brasilia, comprenant aussi le Brésil et désignant trois sièges. Le Suriname et le Guyana appartiennent désormais à la circonscription électorale « Amérique Latine et Caraïbes » dont le chef-lieu est São Paulo et qui désigne sept de ses 49 conseillers consulaires pour siéger parmi les 90 membres de l'Assemblée des Français de l'étranger.
Pour l'élection des députés des Français de l’étranger, le Suriname et le Guyana dépendent de la 2e circonscription.